# Lanzerath (Bad Münstereifel)
Lanzerath is een plaats in de Duitse gemeente Bad Münstereifel, deelstaat Noordrijn-Westfalen.